# Hans Denck

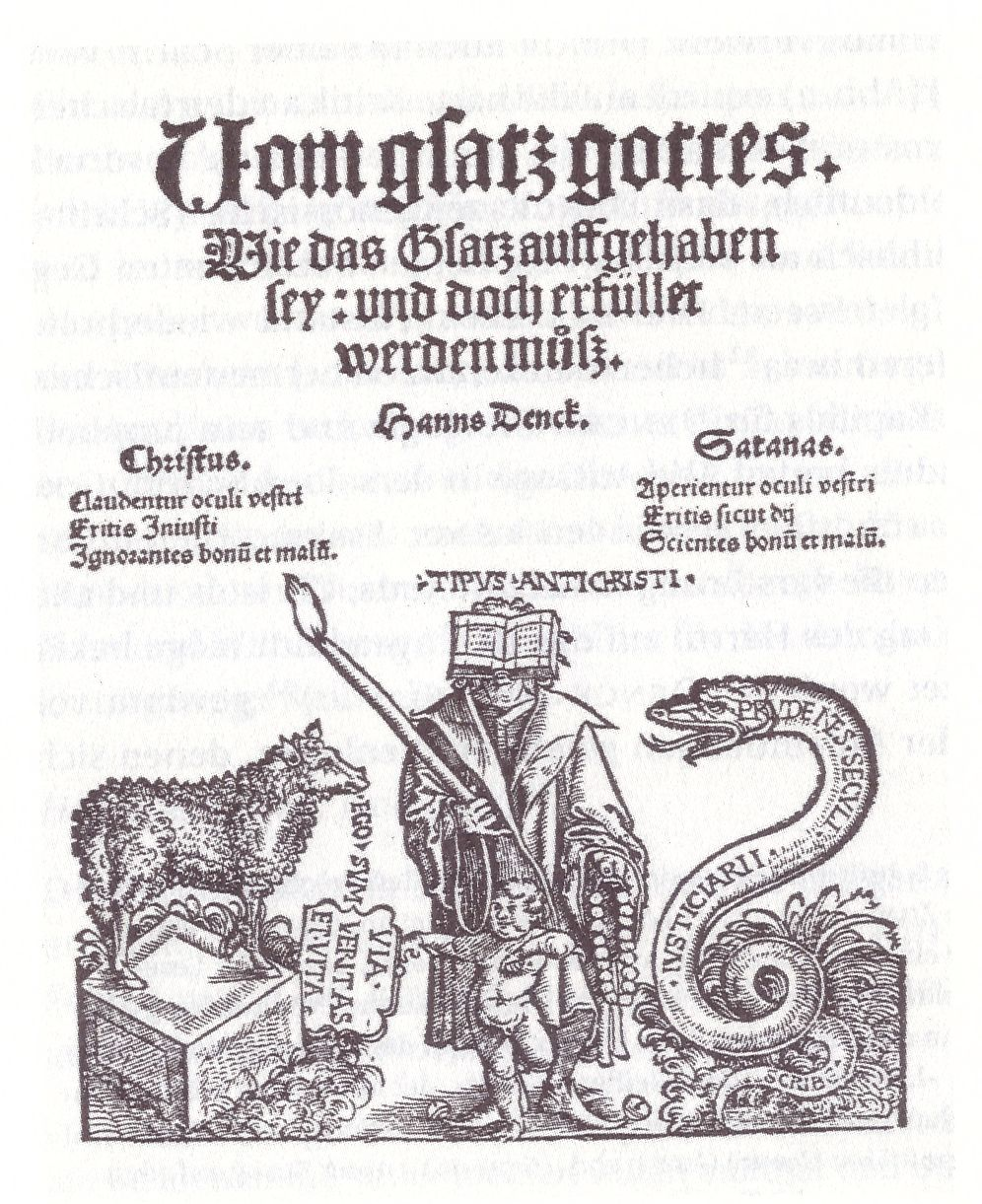
Das Titelblatt von Hans Dencks Schrift Vom Gsatz (Gesetz) Gottes in der Straßburger Ausgabe von 1526. Der Holzschnitt zeigt links das Lamm Gottes als Symbol Christi, rechts eine Schlange als Symbol Satans, in der Mitte einen Gelehrten mit Narrenschuhen, dessen Gesicht von einem aufgeschlagenen Buch verdeckt ist. Damit werden schriftgläubige Theologen als bornierte, verständnislose Buchgelehrte karikiert.

Hans Denck (auch Johann(es) Den(c)k, authentische Namensform Dengk, latinisiert Johannes Dengkius; * vermutlich um 1500 in Habach, Oberbayern; † November 1527 in Basel) war ein deutscher Theologe, Humanist, Schriftsteller und Bibelübersetzer.
Er wandte sich von der katholischen Kirche ab und der Reformation zu. Später schloss er sich der Täuferbewegung an, die eine Gläubigentaufe anstelle der Kindertaufe praktizierte, und wurde einer ihrer namhaftesten Wortführer. Allerdings distanzierte er sich von dem Glauben an die Heilsbedeutung des Taufritus, denn er betrachtete Riten als bloße Äußerlichkeiten. Denck vertrat eine spiritualistische Lehre, die den Vorrang der Stimme Gottes im menschlichen Geist gegenüber dem Wortlaut der äußeren Offenbarung in der Bibel proklamierte.
Als Theoretiker der radikalreformatorischen Strömung formulierte Denck Kernthesen eines eigenverantwortlichen, von äußeren Autoritäten unabhängigen Christentums. Das Ziel der radikalreformatorischen Bestrebungen war eine Emanzipation des Individuums von religiöser Bevormundung, die weit über Martin Luthers Kampf gegen das Papsttum und die katholische Hierarchie hinausging. In der Täuferbewegung war der Einfluss von Dencks Gedankengut groß. Aus gegnerischer Sicht wurde er als „Papst“ der Täufer wahrgenommen, obwohl er kein Amt bekleidete. Sein Konzept erregte in der Öffentlichkeit Aufsehen und wurde von spiritualistischen Denkern außerhalb der institutionellen Glaubensgemeinschaften aufgegriffen.
Bei seinen Zeitgenossen war Denck stark umstritten. Immer wieder geriet er in Konflikte mit lutherischen Predigern, die wiederholt zu seiner Vertreibung führten und ihn zu einem Wanderleben zwangen. In der modernen Forschung wird seine Pionierrolle als eigenständiger Denker in einer von konfessionellem Zwang geprägten Epoche gewürdigt.

## Leben

### Jugend und Begegnung mit dem Humanismus und der Reformation
Hans Denck wurde wohl um 1500 in der oberbayerischen Ortschaft Habach geboren. Seine Herkunft ist unbekannt. Anscheinend bestimmten ihn seine Eltern für den Beruf eines Gelehrten. Nach dem Besuch der Lateinschule wurde er am 29. Oktober 1517 an der Universität Ingolstadt als Hörer der Artistenfakultät immatrikuliert. Dort schloss er das Studium der artes liberales mit dem Erwerb des Grades eines Baccalaureus ab. Wohl schon in der Studienzeit erwarb er eine ausgezeichnete Kenntnis des Griechischen und des Hebräischen. Damit wurde er ein homo trilinguis, ein „Dreisprachiger“, der durch Beherrschung der drei klassischen Bildungssprachen Latein, Griechisch und Hebräisch ein humanistisches Bildungsideal verwirklichte. Bei einem Aufenthalt in Augsburg gewann er Zugang zum dortigen Humanistenmilieu und schloss Freundschaft mit dem Gelehrten Veit Bild. Dank seiner Verbindung zu dieser Bildungsschicht erhielt er 1520 eine Hauslehrerstelle in dem schwäbischen Dorf Niederstotzingen in der Familie des Augsburger Dompropstes Marquard vom Stain, der dem Adelsgeschlecht der Herren vom Stain angehörte. Damals verfasste Denck drei Epigramme, zwei lateinische und ein griechisches, für Veit Bild. Schon im Juni 1520 verließ er jedoch den wenig anziehenden Ort und kehrte nach Augsburg zurück oder ging sogleich nach Donauwörth, wo er einige Zeit als Kantor und vielleicht als Lehrer tätig war.
Schließlich erlangte der junge Humanist 1521 oder 1522 eine Anstellung als Schulmeister in Regensburg. Der Historiker Johannes Aventinus machte ihn mit dem Kartografen Peter Apian bekannt, und als Apian 1521 eine Erläuterung zu einer Weltkarte herausbrachte, steuerte Denck dazu ein lateinisches Gedicht bei. Spätestens um diese Zeit, vielleicht schon in Augsburg kam Denck mit der beginnenden reformatorischen Bewegung in Kontakt und schloss sich ihr an. Er wurde Lutheraner und übersiedelte nach Basel, wo damals der Reformator Johannes Oekolampad wirkte und der berühmte Humanist Erasmus seinen Wohnsitz hatte. Basel war als vom Humanismus geprägte Stadt für einen Gelehrten wie Denck sehr attraktiv.
In Basel unterstützte Denck wohl Oekolampad, der bei dem Drucker Andreas Cratander Korrektor war, und wurde dann selbst Korrektor bei Valentin Curio. In Curios Druckerei war er insbesondere an der Herausgabe der vierbändigen griechischen Grammatik des Theodorus Gaza beteiligt.

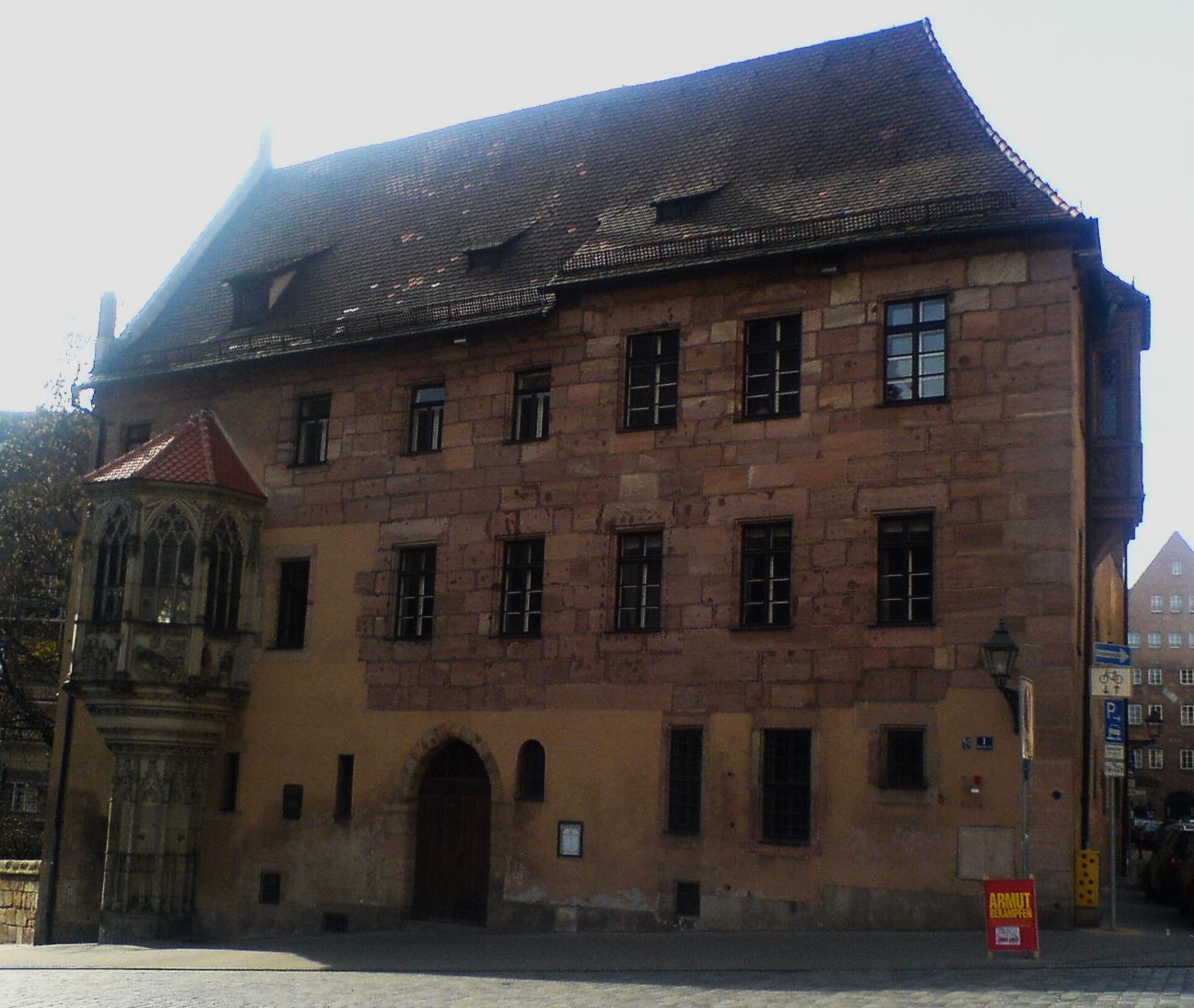
Der Pfarrhof von St. Sebald, Dencks zeitweiliger Wohnsitz in Nürnberg

Als in der Reichsstadt Nürnberg die Stelle des Rektors der Lateinschule, der „Sebaldusschule“, frei wurde, wollte man sie mit einem humanistisch gebildeten Gelehrten besetzen, weil der Unterricht seit 1509 humanistische Bildung umfasste. Oekolampad empfahl dem einflussreichen Nürnberger Ratsherren und Humanisten Willibald Pirckheimer Denck als geeignete Persönlichkeit. Der Vorschlag wurde angenommen, und im September 1523 traf Denck in Nürnberg ein und trat die Stellung an. Er erhielt neben seiner Besoldung freie Wohnung und Kost im Pfarrhof von St. Sebald und verkehrte in Pirckheimers Haus. Aus einem Protokoll des Stadtrats vom 10. Februar 1524 geht hervor, dass er verheiratet war. Als eifriger Anhänger der Reformation verbot er seinen Schülern, bei der Messe den Ministrantendienst zu verrichten. Das ging aber dem vorsichtigen Stadtrat zu weit: Das Verbot wurde im Juni 1524 aufgehoben, obwohl sich Nürnberg schon im Vorjahr für die Reformation entschieden hatte.
In Nürnberg kam Denck mit radikalreformatorischen Kreisen in Kontakt, die mit der lutherischen Reformation unzufrieden waren. Sie forderten eine weitergehende Reform der kirchlichen und teils auch der politischen und sozialen Verhältnisse. Thomas Müntzer, ein führender Vertreter des sozialrevolutionären Flügels dieser Richtung, und der Reformator Hans Hut, der damals Müntzer nahestand, hielten sich zeitweilig in Nürnberg auf. Ob Denck mit Müntzer zusammentraf, ist unklar. Jedenfalls begegnete er Hut, den er auch beherbergte. Aus Enttäuschung über die konkreten Ergebnisse der lutherischen Reformation schloss er sich der radikalreformatorischen Strömung an. Damit geriet er in einen scharfen Gegensatz zum herrschenden Lutheranismus.

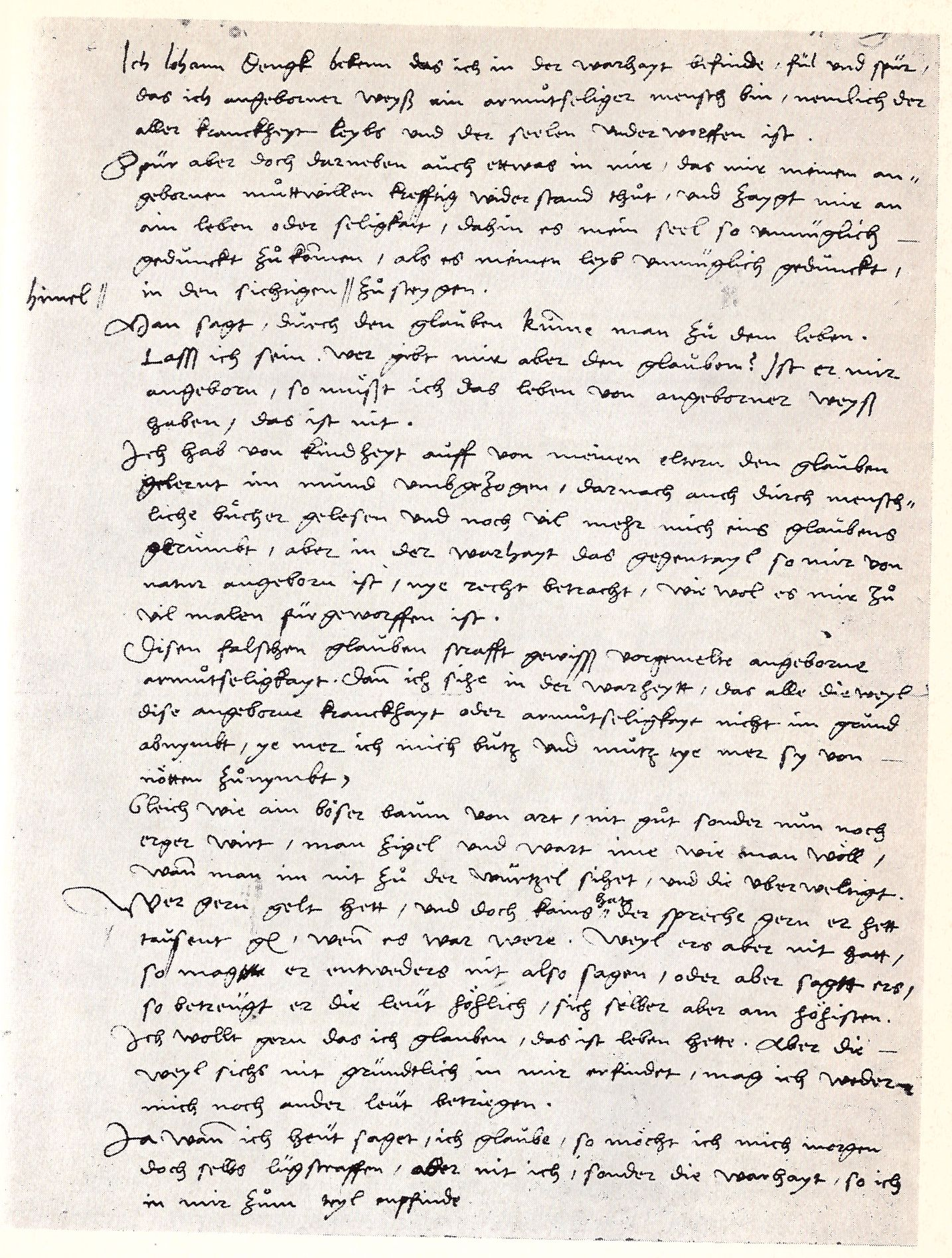
Die erste Seite des von Hans Denck im Januar 1525 verfassten Bekenntnisses. Staatsarchiv Nürnberg, S I, L 78, Nr. 14

Den Anlass zum Ausbruch von Dencks Konflikt mit den Lutheranern bot seine Beziehung zu zwei Schülern Albrecht Dürers, den Malern und Kupferstechern Barthel Beham und Sebald Beham. Insbesondere durch sie war er mit dem Nürnberger Humanismus verbunden, doch die Behams waren in der Stadt suspekte Außenseiter; sie wurden als „gottlose Maler“ gescholten, denn sie standen im Verdacht, die Autorität der Heiligen Schrift gänzlich zu missachten. Wegen ihrer religionskritischen Äußerungen wurden sie denunziert und zur Verantwortung gezogen. Im Verhör nannte Sebald Beham den Namen Dencks, worauf dieser vom Stadtrat zwecks Untersuchung seiner Rechtgläubigkeit vorgeladen und am 10. Januar 1525 befragt wurde. Unter den lutherischen Predigern, die ihn der Glaubensprüfung unterzogen, war der Reformator Andreas Osiander. Sie versuchten ihn in die Enge zu treiben, doch es gelang ihnen nicht, ihm kompromittierende Äußerungen zu entlocken. Nach den Angaben der Prediger verteidigte er sich so geschickt, dass sie ihn anhand seiner mündlichen Antworten nicht zu fassen bekamen. Daher erhielt er die Auflage, sich zu sieben kontroversen theologischen Fragen schriftlich zu äußern. Dieser Aufforderung kam er mit der Einreichung eines Bekenntnisses nach, das er zugleich abschriftlich zirkulieren ließ. Es ist das erste überlieferte Zeugnis seiner theologischen Gedankenwelt und zeigt beträchtliche Übereinstimmungen mit Schriften Müntzers. Offen und drastisch schilderte er hier auch seine Unsicherheit und seinen quälenden Glaubenszweifel. Der Rat legte das Bekenntnis den lutherischen Predigern zur Prüfung vor. Deren Gutachten, bei dem Osiander federführend war, fiel vernichtend aus: Denck wurde beschuldigt, zusammen mit seinen Freunden einen giftigen Irrtum zu verbreiten. Er sei unbelehrbar. Verübelt wurde ihm insbesondere die Veröffentlichung seiner Stellungnahme, die seine Starrköpfigkeit zeige. Am 21. Januar 1525 beschloss der Stadtrat seine Ausweisung. Noch am selben Tag musste er die Stadt verlassen, nachdem er sich eidlich verpflichtet hatte, niemals zurückzukehren. Seine Frau blieb in Nürnberg zurück. Die Kunde von diesen Vorgängen verbreitete sich in Deutschland und erregte die Gemüter.

### Radikalreformatorische und wissenschaftliche Betätigung
Im Frühjahr oder Sommer 1525 begab sich Denck nach St. Gallen. Seine dortigen Gastgeber gehörten der Bewegung der Täufer an, welche die Kindertaufe ablehnte und die Gläubigentaufe der Erwachsenen praktizierte. Auf die St. Galler Reformatoren Johannes Kessler und Joachim Vadian machte Denck als Person einen vorzüglichen Eindruck, obwohl sie seine Theologie entschieden ablehnten.
Im September 1525 ließ sich Denck in Augsburg nieder. Dort erlaubte ihm der Stadtrat, als Latein- und Griechischlehrer tätig zu sein. Im April 1526 traf er in Augsburg den täuferischen Theologen Balthasar Hubmaier, der Einfluss dieser Begegnung auf Denck ist allerdings unklar. Dass Denck von Hubmaier getauft wurde, gilt inzwischen nicht mehr als gesichert; fest steht nur, dass er sich der Täuferbewegung anschloss. Als bald darauf Hans Hut nach Augsburg kam, wurde er von Denck getauft. In der Folgezeit wurde Hut einer der bekanntesten Täufermissionare. Mit dem Eintritt in die Täufergemeinschaft, die überall von den Reformatoren ebenso wie von der katholischen Kirche bekämpft wurde, machte sich Denck definitiv zum Dissidenten. Er gehörte nun zu einer überall suspekten, vielerorts verhassten und verfolgten religiösen Minderheit.
In Augsburg publizierte Denck 1526 seine drei Schriften „Was geredet sei, dass die Schrift sagt, Gott tue und mache Gutes und Böses“, „Vom Gesetz Gottes“ und „Wer die Wahrheit wahrlich lieb hat“. In den beiden erstgenannten Werken griff er Kernelemente der lutherischen Theologie an, im dritten stellte er Widersprüche zwischen biblischen Aussagen zusammen, um die buchstäbliche Bibelauslegung der Lutheraner zu diskreditieren. Damit provozierte er die örtlichen Prediger, die ihn erst abmahnten und dann zum Verhör einbestellten, wobei Urbanus Rhegius eine maßgebliche Rolle spielte. Denck ließ sich zunächst befragen, wartete dann aber den Ausgang des Konflikts nicht ab, sondern verließ die Stadt und wandte sich nach Straßburg. Dort traf er Anfang November 1526 ein. Die Reichsstadt Straßburg war damals eine Zufluchtsstätte religiöser Dissidenten, denn der Straßburger Rat war als relativ tolerant bekannt. Die drei in Augsburg gedruckten Schriften fanden weite Verbreitung; sie wurden in Süddeutschland und in der Schweiz sowie in Oberösterreich und Mähren gelesen.
In Straßburg lernte Denck den dissidenten Theologen Ludwig Hätzer kennen, mit dem er später wissenschaftlich eng zusammenarbeitete. Freimütig verbreitete er seine Überzeugungen, wobei er nach der Darstellung des Reformators Wolfgang Capito viel Zustimmung fand. Bald geriet er aber wie zuvor in Nürnberg und Augsburg in Konflikt mit den örtlichen Predigern, die sein Auftreten als arge Störung empfanden. Der führende Reformator der Stadt, Martin Bucer, nahm seinen Spiritualismus als Bedrohung der reformatorischen Arbeit wahr und wollte seinen Einfluss unterbinden. Am 22. Dezember 1526 fand eine öffentliche Disputation zwischen Bucer und Denck statt, in der Denck versöhnlich auftrat, die Gemeinsamkeiten hervorhob und seine Position sehr geschickt vertrat. Er versuchte eine Verständigung herbeizuführen, doch gerade seine Einschätzung, es bestehe im Wesentlichen Übereinstimmung, provozierte Bucer und Capito, da sie den Predigern als Heuchelei erschien. Der Stadtrat nahm zwar daran Anstoß, dass Bucer die Veranstaltung ohne Genehmigung durchgeführt hatte, ergriff aber in der Sache für ihn Partei. Es gelang Bucer, die Ausweisung seines Kontrahenten durchzusetzen. Zu Weihnachten 1526 musste Denck Straßburg verlassen. Er zog nun missionierend durchs Land; bezeugt sind Aufenthalte in Bergzabern, wo er mit Juden diskutierte, und in Landau, wo er in einer öffentlichen Debatte Argumente gegen die Kindertaufe vorbrachte. Schließlich ließ er sich für einige Zeit in Worms nieder.

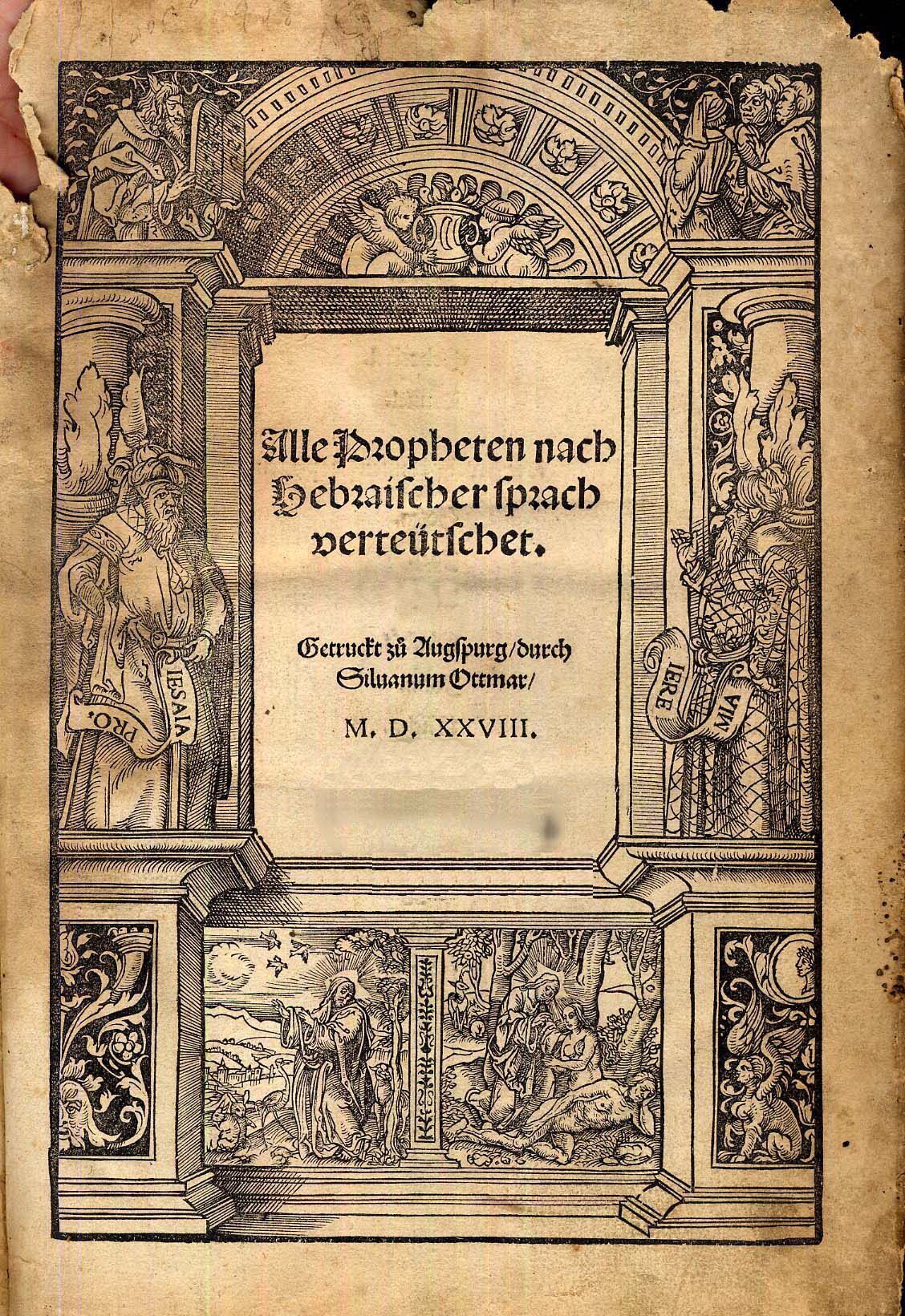
Titelblatt einer Augsburger Ausgabe der Wormser Propheten von 1528

In Worms vollendete Denck sein bekanntestes Werk, das er zusammen mit Ludwig Hätzer schuf: die nach dem Druckort der Erstausgabe benannten Wormser Propheten. Dabei handelt es sich um die erste gedruckte deutsche Übersetzung der Prophetenbücher des Alten Testaments nach dem hebräischen Originaltext. Sie wurde am 13. April 1527 von dem Wormser Drucker Peter Schöffer dem Jüngeren herausgebracht und fand bald in zahlreichen Ausgaben weite Verbreitung. Die Motivation und Zielsetzung der Übersetzer war nicht nur theologisch, sondern auch herrschafts- und sozialkritisch: Vor dem Hintergrund der blutigen Niederwerfung der Bauernaufstände im Bauernkrieg und der einsetzenden Täuferhinrichtungen erhielt die Polemik der alttestamentlichen Propheten gegen Unrecht und Machtmissbrauch eine besondere Aktualität.
Einen wesentlichen Beitrag zu der hochwertigen Übersetzung leisteten jüdische Gelehrte, die von Hätzer und Denck konsultiert wurden. Als Folge dieser Zusammenarbeit ist jüdischer Einfluss in den Wormser Propheten erkennbar. Auffällig ist der völlige Verzicht auf christologische Interpretation der alttestamentlichen Texte. Es war in der christlichen Theologie seit jeher üblich, manche Aussagen der Propheten als Hinweise auf das künftige Auftreten Christi als Messias aufzufassen. Hätzer und Denck unterließen in ihren erläuternden Anmerkungen jede Bezugnahme auf diese gängigen Deutungen. Somit schufen sie eine neutrale, auch aus jüdischer Sicht akzeptable Übersetzung.
Außerdem veröffentlichte Denck 1527 in Schöffers Druckerei auch zwei eigene Schriften, Von der wahren Liebe und Ordnung Gottes. In Worms war er mit einigem Erfolg für die Ausbreitung des Täufertums tätig. Unter anderem gelang es ihm, den Prediger Jakob Kautz zu bekehren. Als die Dissidenten mit ihren Überzeugungen an die Öffentlichkeit traten, griff der Stadtrat ein. Kautz, der sich im Juni 1527 mit sieben Thesen öffentlich zu zentralen Punkten von Dencks Theologie bekannt hatte, wurde ausgewiesen. Denck entfernte sich aus der Stadt und kam damit der Ausweisung zuvor.
Nun musste sich Denck ein weiteres Mal auf die Wanderschaft machen. Da er nach eigenem Bekunden zu keinerlei Handarbeit taugte, war er zur Existenzsicherung auf Unterstützung angewiesen. Stark erschwerend wirkte sich aus, dass er es überall mit dem Widerstand örtlicher Prediger zu tun bekam. In Gegenschriften zu seinen Werken warnten die Lutheraner vor ihm und seiner Lehre. So schrieb der Pfarrer Andreas Althamer, ein dezidierter Gegner der spiritualistischen Theologie, die Abhandlung Diallage als Antwort auf Dencks Wer die Wahrheit wahrlich lieb hat. Allerdings vermied es Althamer, den Autor des bekämpften Werks namentlich zu nennen. Er wollte zeigen, dass die in Dencks Schrift zusammengestellten Widersprüche zwischen Bibelstellen nur scheinbar seien und die Aussagen somit wörtlich aufgefasst werden könnten. Damit verteidigte er den lutherischen Grundsatz „sola scriptura“, dem zufolge die Heilige Schrift sich selbst auslegt, da ihr Wortlaut klar und der Sinn offenkundig ist. Auch Bucer, Urbanus Rhegius, Martin Cellarius und Johannes Bader verfassten Traktate, mit denen sie Denck entgegentraten.
Denck zog in Schwaben und in der Schweiz umher und verbreitete sein Gedankengut. Dabei kam er nach Basel, Zürich, Konstanz, Schaffhausen, Ulm und Augsburg. Im August 1527 nahm er an der „Augsburger Märtyrersynode“ teil, einem überregionalen Treffen von täuferischen Theologen, die untereinander einen Minimalkonsens erzielen wollten. Denck zählte dort zur Prominenz, scheint aber keine maßgebliche Rolle gespielt zu haben.

### Lebensende in Basel
Im Oktober 1527 traf Denck erneut in Basel ein. Dort konnte er an seine alte freundschaftliche Verbindung mit Oekolampad, der ihm immer noch wohlgesinnt war, anknüpfen, doch erregte sein Täufertum auch in diesem relativ toleranten Umfeld Anstoß, und der Stadtrat hatte den Bürgern strikt untersagt, Täufer zu beherbergen. Wohl auf Oekolampads Drängen entschloss sich Denck zur Abfassung einer Stellungnahme, in der er die Gläubigentaufe für unwesentlich und entbehrlich erklärte und sich damit vom Täufertum distanzierte. Das bedeutete aber nicht etwa eine Bekehrung zur lutherischen oder zwinglischen Lehre, sondern eine Absage an jede Form von konfessioneller Dogmatik und damit auch an die Verbindlichkeit täuferischer Glaubenssätze. Der Streit um die Riten Taufe und Abendmahl, der die Zeitgenossen aufwühlte, war für Denck nebensächlich und im Grunde belanglos. Da er in Zeremonien nur äußerliche Zeichen sah, konnte er ohne Verrat an seinen Überzeugungen auf das Täufertum verzichten. Was übrig blieb, war religiöser Individualismus. Mitte November 1527 starb Denck an der Pest. Der Titel Widerruf, unter dem seine letzte Stellungnahme nach seinem Tod gedruckt wurde, ist irreführend, denn von dem, was ihm wesentlich war, hatte er nichts widerrufen.

## Lehre
In Dencks Lehre sind die Kernideen der spiritualistischen Theologie des 16. Jahrhunderts bereits voll ausformuliert. Den Ausgangspunkt bildet seine Kritik an der Schriftgläubigkeit der Hauptreformatoren, insbesondere Luthers. Er warnt davor, den in buchstäblichem Sinn aufgefassten Wortlaut der Bibel oberflächlich mit der Wahrheit gleichzusetzen, statt zu einem echten Verständnis vorzudringen. Zur Begründung dieser Warnung weist er auf gegensätzliche Aussagen in den biblischen Büchern hin, an deren Widersprüchlichkeit eine wörtliche Auslegung scheitere. Nach Dencks Überzeugung offenbart die Bibel zwar den göttlichen Willen, doch stellt sie nur ein äußeres Zeugnis dar und gehört der unvollkommenen irdischen Welt an. Daher darf man sich, wenn man den Sinn erfassen will, nicht an den Buchstaben klammern. Das Pochen auf den Wortlaut ist Ausdruck menschlicher Selbstgefälligkeit und führt nur zu Sektenbildung und Zwietracht. Ein Text kann die reine göttliche Wahrheit nicht enthalten, sondern nur auf sie hinweisen und auf ihre Erkenntnis vorbereiten. Somit kann man nicht einfach durch Lektüre der Heiligen Schrift zu einem richtigen Verständnis von Gottes Willen und Wirken gelangen und seine Geheimnisse ergründen. Erforderlich ist vielmehr eine innere Offenbarung, die Gott dem darauf vorbereiteten Menschen zuteilwerden lässt. Erst damit erhält man den Schlüssel zum Verständnis der biblischen Aussagen und zur Auflösung der Widersprüche. Der Text der Bibel dient lediglich zur nachträglichen Bestätigung des durch den Geist Offenbarten. Man kann durchaus auch ohne Bibel und ohne Predigt die Seligkeit erlangen; anderenfalls wären alle verloren, die nicht lesen können und zu deren Wohnsitzen kein Prediger vordringt. Wo man unsicher ist, ist man noch nicht der inneren Offenbarung teilhaftig geworden und hat sich daher des Urteils zu enthalten.
Denck beschreibt die Quelle der inneren Offenbarung als „die Wahrheit in mir“ oder „das Wort im Herzen“. Gemeint ist ein unspektakulärer, spontan eintretender Erkenntnisakt, nicht eine Ekstase oder Vision. Die Voraussetzung für das Eintreten der Offenbarung ist – so Denck – ein innerlicher Bekehrungsakt des Menschen. Dazu gehört, dass der Wahrheitssucher seine Gelehrsamkeit, die Quelle seiner Vorurteile, beiseite legt, seine Unwissenheit erkennt und damit in seinem Herzen für die Stimme von Gottes Geist Raum schafft. Das äußere Zeichen dieser inneren Erneuerung sieht Denck in der Taufe. Daher verwirft er die Säuglingstaufe, weil sie nicht mit einer persönlichen Entscheidung des Täuflings verbunden ist, und setzt ihr die „Gläubigentaufe“ der Erwachsenen als bewussten Schritt entgegen. Allerdings sieht er im Vollzug des Taufritus keinen an sich wesentlichen, Heil vermittelnden Akt, sondern nur ein Sinnbild. Ebenso betrachtet er in seiner ausgereiften Lehre – anders als in der Frühzeit – das Abendmahl nur als Erinnerungsfeier und lehnt die von Luther verteidigte Realpräsenz von Leib und Blut Christi in Brot und Wein ab. Alle Riten sind für Denck bloße Äußerlichkeiten, die keinen Beitrag zur Erlösung leisten.
Nach Dencks Auffassung ist der historische Jesus der Lehrmeister und das verpflichtende Vorbild der Christen, nicht aber die unmittelbare Ursache der Erlösung. Nicht durch einen einmaligen historischen Vorgang, den Tod Christi am Kreuz, werden die Menschen erlöst, sondern durch den unabhängig davon immer und überall waltenden Erlösungswillen Gottes, dem sie sich jederzeit öffnen können. Christus unterscheidet sich nur dadurch von den anderen Menschen, dass er nie von Gott abgefallen ist.
Als verhängnisvollen Irrtum betrachtet Denck die unter Evangelischen verbreitete Meinung, Christus habe durch sein Opfer die Christen gerettet, sodass man nun nur noch an ihn glauben müsse und sich nicht mehr anzustrengen brauche, denn auf die Lebensführung komme es nicht an. Für Denck sind Glaube und ethisches Handeln untrennbar, eine unethische Lebensführung beweist fehlenden Glauben. Damit wendet er sich gegen die lutherische Lehre von der „Rechtfertigung“ der Gläubigen allein durch die Gnade (sola gratia) und allein durch den Glauben (sola fide). Er verwirft die Trennung des Glaubens von sittlichen Forderungen, die nach seiner Kritik dazu führt, dass man sich aufgrund eines Glaubensakts als Christen betrachten und zugleich ein unchristliches Leben führen kann. Dencks Betonung des rechten Handelns bedeutet jedoch keine Rückkehr zu dem von der Reformation verworfenen Prinzip der Werkgerechtigkeit, dem zufolge man Gutes tun soll, um sich bei Gott Verdienste zu erwerben und seine Gnade zu erlangen. Eine solche Einstellung lehnt Denck ebenso wie Luther ab.
Aus der absoluten Güte Gottes ergibt sich nach Dencks Argumentation zwangsläufig, dass alle Strafen, die Gott verhängt, ausschließlich der Belehrung und Besserung der Bestraften und damit ihrer Erlösung dienen. Anderenfalls wäre in Gott etwas Böses und damit ein innerer Widerspruch und Konflikt. Daraus folgerte Denck, wie aus Berichten seiner Gesprächspartner hervorgeht, dass es ewige Höllenstrafen nicht geben könne. Vielmehr müsse die Erlösung im Sinne der Apokatastasis allen zuteilwerden. Diese Auffassung, die heute als Universalismus bezeichnet wird, widerspricht sowohl der katholischen Dogmatik als auch der Lehre der Reformatoren. Dencks Gegner empfanden seine universalistische Position als besonders skandalös. Sie wandten dagegen ein, dass dann auch die Gottlosen und die Teufel selig werden müssten. Das Thema war höchst brisant, und Denck trat nur mündlich für den Universalismus ein; seine Schriften enthalten keine Stellungnahme in diesem Sinn.
Eine weitere Konsequenz aus Dencks Gottesvorstellung ist die Ablehnung von Luthers Prädestinationslehre. Deren Konzept der Vorherbestimmung durch Gott verlagert nach Dencks Kritik den Ursprung des Bösen in die Gottheit, da sie Gott selbst zum Urheber der Sünde macht, und enthebt den Menschen der Verantwortung für seine Taten.
In seinen Hauptreden, einer 1528 postum veröffentlichten kurzen Abhandlung, setzt sich Denck mit dem Problem des Verhältnisses von Einheit und Vielheit auseinander. Er betont die Einheit Gottes. Alle Einigkeit habe ihren Ursprung in Gott, der als „das Eine“ aller Zweiheit und damit aller Zwietracht entgegenstehe. Alles Erschaffene müsse auf das Einige hin erschaffen sein, anderenfalls gäbe es keine Ordnung. Jedes Geschöpf sei ein „Gegenwurf“ des Einen und biete als solcher Gelegenheit, das Eine zu erkennen. In erster Linie gelte dies für den Menschen als vernunftbegabtes Wesen. Die Bestimmung des Menschen sei es, von allem „Gezweiten“ – der Entzweiung – in das Einige zurückzukehren. Dies könne nur dadurch geschehen, dass man all das, was „dem Einen zuwider ist“, aufgebe. Da alle Uneinigkeit auf Ungleichheit im Willen beruhe, komme es nur darauf an, Einheit zwischen dem göttlichen und dem menschlichen Willen herzustellen. Darin bestehe die Gelassenheit. Diesen auf einem freien menschlichen Willensakt beruhenden Prozess fasst Denck als Vergottung des Menschen auf.
Der Staat ist aus der Perspektive des Dissidenten Denck ein notwendiges Übel. Die bestehende Gesellschaftsordnung ist gottlos, die Obrigkeit ungerecht und kriegslustig. Der Gläubige hat dies hinzunehmen und sich davon fernzuhalten. Hinsichtlich der irdischen Güter meint Denck, dass man sie weder begehren noch verachten solle. Er fordert eine allgemeine religiöse Toleranz, die sich auch auf Juden, Muslime und Heiden erstrecken soll.

## Nachwirkung
Dencks Œuvre ist im Vergleich mit der Produktion zeitgenössischer Reformatoren schmal, was auf seine kurze Lebensdauer zurückzuführen ist. Die echten Werke – Schriften, Briefe und Gedichte – umfassen in der modernen Gesamtausgabe rund hundert Seiten. Erst in seinem vorletzten Lebensjahr setzte seine Publikationstätigkeit ein. Die Nachwirkung, die er erzielte, beruhte aber nicht nur auf der Verbreitung der Schriften, sondern auch darauf, dass andere Dissidenten seine Ideen aufgriffen und weitertrugen.

### Frühe Neuzeit
Bei den Zeitgenossen blieb der früh verstorbene Denck als Wortführer der Täuferbewegung in Erinnerung. Martin Bucer nannte ihn den „Papst“ der Täufer, Urbanus Rhegius ihren „Abt“, Sebastian Franck ihren „Bischof“. Bedeutend war der Einfluss seiner Ideen auf zeitgenössische radikalreformatorisch gesinnte Theologen wie Franck und Johannes Bünderlin, vermutlich auch auf Christian Entfelder. Die Kernthesen dieser Spiritualisten stimmen mit den seinigen überein. Hans Hut übernahm in einer Schrift, die er 1527 drucken ließ, Dencks Liste von Widersprüchen zwischen biblischen Aussagen. Sebastian Franck widmete Denck in seiner 1531 veröffentlichten Ketzerchronik ein Kapitel.
Die Wormser Propheten stießen bei führenden zeitgenössischen Reformatoren auf ein negatives Echo, das nicht auf philologischen Einwänden gegen die Qualität, sondern auf Abneigung gegen die Theologie der Übersetzer basierte. Luther, der seine eigene Übersetzung der Prophetenbücher erst 1532 fertigstellte, äußerte sich zwar anerkennend über den in Worms aufgewandten Fleiß, tadelte aber, dass sich Denck und Hätzer der Hilfe jüdischer Gelehrter bedient hatten. Wegen der Beteiligung von Mitwirkenden, die Christus nicht ergeben waren, lehnte er das Ergebnis ab, da es nicht aus dem rechten Glauben erwachsen sei. Auch der Zürcher Reformator Huldrych Zwingli kritisierte die Wormser Propheten. Er warf den Übersetzern – ohne sie namentlich zu nennen – vor, eine irrige Theologie zu vertreten und daher zu einer durchgängig korrekten Übersetzung außerstande zu sein. In Nürnberg reagierte die Zensur schnell auf die Publikation der missliebigen Gelehrten: Dort wurde schon im Mai 1527 der Verkauf der Wormser Propheten verboten. Der Schweizer Reformator Heinrich Bullinger bezeichnete 1560 Denck und Hätzer polemisch als „Rabbiner“ der Täufer, womit er auf ihre Zusammenarbeit mit Juden anspielte und eine Nähe der beiden Dissidenten zum Judentum suggerierte.
Im Jahr nach Dencks Tod druckte Peter Schöffer in Worms die irreführend als Widerruf betitelte letzte Stellungnahme des Verstorbenen zu theologischen Fragen, die zugleich das Vermächtnis des radikalreformatorischen Denkers war. Im selben Jahr brachte Schöffer eine Ausgabe der spätmittelalterlichen Theologia deutsch heraus, einer von Luther geschätzten spirituellen Schrift, die anscheinend auch Denck beeinflusst hat. Als Anhang fügte er diesem Druck Etliche Hauptreden bei, eine kurze Zusammenstellung von Thesen, die „einem jeden Schüler Christi wohl zu studieren“ seien. Ein „Knecht Gottes“ – gemeint ist wahrscheinlich Hätzer – habe ihm die Theologia deutsch zum Druck gesandt. Seit dem späten 17. Jahrhundert gilt Denck als der Autor der Hauptreden. Diese Zuschreibung wird in der modernen Forschung als plausibel betrachtet. Die Hauptreden wurden mit der Theologia deutsch in der protestantischen Welt weit verbreitet. Sie wurden 1557 ins Lateinische und 1558 ins Französische übersetzt.
Im Jahr 1532 erschien in Straßburg ein deutscher Micha-Kommentar, dessen Drucker, Jakob Cammerlander, Denck als Verfasser nannte. Das Werk enthält zwar Gedankengut des Spiritualisten, gilt aber wegen seines Stils in der Forschung als unecht. Es stammt wohl aus Dencks Umfeld.
Später geriet Denck weitgehend in Vergessenheit. Im 17. und 18. Jahrhundert fand er außerhalb des Täufertums wenig Beachtung. Die Täufer – sowohl Mennoniten als auch Hutterer – pflegten jedoch die Erinnerung an ihn. Im Jahr 1680 erschien in Amsterdam ein Sammelband von erbaulichen Texten mit dem Titel Geistliches Blumengärtlein, der fünf Werke Dencks enthält.

### Moderne

#### Allgemeines
In der Moderne ist Denck vielfach als fortschrittlicher Geist und Vorläufer moderner Ideen gewürdigt worden. Im 19. Jahrhundert begeisterten sich liberale Theologen für ihn, und der einflussreiche Kirchenhistoriker Adolf von Harnack zählte ihn zu den „Helden eines heraufsteigenden Zeitalters“ und Schöpfern des modernen Geistes. Insbesondere Dencks für damalige Verhältnisse ungewöhnlich versöhnliche Haltung findet in modernen Urteilen Anerkennung. Andererseits wird verschiedentlich bemängelt, er habe seine Lehre nicht klar genug ausgearbeitet. In älterer Fachliteratur wird er als bedeutender Führer der Täuferbewegung dargestellt. Spätere Untersuchungen und neuere Spezialliteratur hingegen beschreiben ihn in erster Linie als Außenseiter und Individualisten; als Urheber einer eigenständigen Lehre sei er im Täufertum nur eine Randfigur gewesen. Er wird als nicht repräsentativer „Halbtäufer“ bezeichnet. Außerdem wird festgestellt, er habe zwar beeindruckend auftreten und sein Publikum überzeugen können, doch habe er sich nicht zum Anführer geeignet.
Ein oft erörtertes und stark umstrittenes Thema ist das Ausmaß von Thomas Müntzers Einfluss auf Denck. Manche Historiker betonen die Übereinstimmungen der beiden, andere halten die Gemeinsamkeiten für nebensächlich und weisen auf wesentliche Unterschiede hin. Eine alternative Erklärung der Parallelen lautet, diese seien auf Übernahme von Gedankengut des spätmittelalterlichen Theologen Johannes Tauler zurückzuführen. Den Hintergrund der verschiedenen Sichtweisen bilden unterschiedliche Vorstellungen von Dencks Persönlichkeit: Eine Forschungsrichtung sieht ihn als unpolitischen Pazifisten, der kaum etwas mit dem Revolutionär Müntzer gemeinsam habe, eine andere nimmt einen wesentlichen Einfluss von Müntzers sozialkritischem und obrigkeitsfeindlichem Gedankengut auf alle Spiritualisten des 16. Jahrhunderts an.

#### Einzelne Diskussionsbeiträge
Der Archivar Ludwig Keller lenkte die Aufmerksamkeit der Fachwelt und der an Reformationsgeschichte interessierten Öffentlichkeit auf Denck, als er 1882 eine Darstellung über ihn mit dem Titel Ein Apostel der Wiedertäufer veröffentlichte. Als Befürworter eines undogmatischen Christentums stellte Keller einen Gegenwartsbezug her, er wollte Dencks Ideen verbreiten und für die Moderne fruchtbar machen. Seine Darstellung stieß wegen Irrtümern und mangelnder Ausgewogenheit auf Kritik, fand aber starken Widerhall.
Der insbesondere mit Reformationsgeschichte befasste Historiker Friedrich von Bezold schrieb 1890, der „feine und sprachlich wohlgeschulte“ Denck habe mit der Kühnheit eines entschiedenen Idealisten auch die äußersten Schlussfolgerungen aus den Lehren der spätmittelalterlichen deutschen Mystiker gezogen, bis zur Aufhebung der Gottheit Christi und Bestreitung der Trinität. Der Prädestinationslehre Luthers und Zwinglis habe er seine Überzeugung von der Fähigkeit des Menschen, sich zu Gott zu erheben, entgegengesetzt. Dies habe zwangsläufig zur Verneinung der ewigen Verdammnis führen müssen.
Der Tübinger Kirchenhistoriker Alfred Hegler verfasste den Artikel über Denck in der dritten Auflage der Realencyklopädie für protestantische Theologie und Kirche (1898). Er befand, dass Dencks Grundsätze „nicht die reformatorischen Gedanken konsequenter durchführen, sondern sie in ihrem Kern zerstören“; dies hätten seine Gegner ganz richtig erkannt. Er sei ein „edler, ideal gerichteter Mensch“ gewesen, habe aber seine Ideen nicht in einen festen Zusammenhang und zu voller Klarheit bringen können.
Der Theologe, Philosoph und Historiker Ernst Troeltsch beschrieb 1912 Denck als eine der menschlich anziehendsten Persönlichkeiten der Reformationszeit. Er habe sich sowohl gegen die „Äußerlichkeit des widerspruchsvollen Bibelbuchstabens“ gewandt als auch gegen die „den göttlichen Seelengrund verkennende Scheidung der Menschen in Erwählte und Verdammte“ und die „mit der Welt sich vertragende kirchliche Ethik“.
Der mennonitische Historiker Christian Neff würdigte 1913 Dencks Schriften, die „auf einer sittlichen Höhe“ stünden, die zu seiner Zeit höchst selten gewesen sei. Seine Darlegungen seien von Reinheit und Lauterkeit der Gesinnung sowie von religiöser Duldung und Verträglichkeit geprägt, und er habe versucht, auch Gegnern gerecht zu werden. Mit dieser Haltung habe er seine Zeitgenossen weit übertroffen.
Der Historiker Rudolf Stadelmann beschrieb 1929 die geistige Situation Dencks in dessen Nürnberger Zeit. Es sei eine Atmosphäre seelischer Auflösung gewesen, die den am Glauben zweifelnden Ketzer „in jungen Jahren schon aufgerieben und zugrunde gerichtet“ habe.
Der Reformationshistoriker Robert Stupperich befand 1957, Denck habe das ethische Interesse dem religiösen übergeordnet. Sein religiöses Empfinden habe sich gegen alle festen Formen gewandt. Es sei ihm nicht gelungen, seine Gedanken zu voller Klarheit zu entwickeln.
Für den Reformationshistoriker Werner O. Packull, der 1977 Denck als „ökumenischen Täufer“ charakterisierte, ist die Lehre des dissidenten Reformators vom Gesichtspunkt der Immanenz Gottes her zu verstehen. Die einzelnen Aspekte seiner Theologie, Anthropologie und Ethik, insbesondere die Toleranzforderung, seien Konsequenzen seiner Überzeugung von der Präsenz Gottes in der gesamten Schöpfung und somit in jedem Menschen. Mit dem Konzept einer allgemeinen, übergeschichtlichen inneren Offenbarung als höchster Instanz habe er die Bedeutung der historischen Offenbarung unterminiert. Daher seien seine Konflikte mit den kirchlichen Predigern unausweichlich gewesen.
Der Philosophiehistoriker André Séguenny, der sich vor allem mit der Religions- und Geistesgeschichte des Reformationszeitalters befasst, betonte 2000 den humanistischen Grundzug in Dencks Gedankenwelt, der sich in seiner Hochschätzung der Würde des Menschen zeige. Man habe in Denck einen Schüler des Erasmus zu sehen, der dessen Reflexion bis zu ihren letzten Konsequenzen vorangetrieben habe, was Erasmus selbst habe vermeiden wollen. Als Verteidiger von Erasmus’ Menschenbild und der humanistischen Ideale sei Denck zu einem Gegner Luthers geworden, dessen Lehre er gänzlich zurückgewiesen habe.

## Ausgaben
- Hans Denck: Schriften. 1955–1960
  - Teil 1: Bibliographie. Hrsg. von Georg Baring. Bertelsmann, Gütersloh 1955 (Quellen zur Geschichte der Täufer Band 6, 1, zugleich: Quellen und Forschungen zur Reformationsgeschichte Band 24, 1).
  - Teil 2: Religiöse Schriften. Hrsg. von Walter Fellmann. Bertelsmann, Gütersloh 1956 (Quellen zur Geschichte der Täufer Band 6, 2, zugleich: Quellen und Forschungen zur Reformationsgeschichte Band 24, 2).
  - Teil 3: Exegetische Schriften, Gedichte und Briefe. Hrsg. von Walter Fellmann. Gütersloher Verlagshaus Gerd Mohn, Gütersloh 1960 (Quellen zur Geschichte der Täufer Band 6, 3, zugleich: Quellen und Forschungen zur Reformationsgeschichte Band 24, 3).
- Adolf Laube (Hrsg.): Flugschriften vom Bauernkrieg zum Täuferreich (1526–1535). Band 1, Akademie Verlag, Berlin 1992, ISBN 3-05-000936-5, S. 622–666, 798–807 (Edition der Schriften „Was geredet sei, dass die Schrift sagt, Gott tue und mache Gutes und Böses“, „Vom Gesetz Gottes“ und „Widerruf“ mit Vorbemerkungen und Erläuterungen).